# Neoechinorhynchus
Neoechinorhynchus is een geslacht in de taxonomische indeling van de haakwormen, ongewervelde en parasitaire wormen die meestal 1 tot 2 cm lang worden. De worm behoort tot de familie Neoechinorhynchidae. Neoechinorhynchus werd in 1905 beschreven door Stiles en Hassall.

## Taxonomie
De volgende soorten zijn bij het geslacht ingedeeld:
- Neoechinorhynchus africanus Troncy, 1970
- Neoechinorhynchus ampullata Amin, Ha & Ha, 2011
- Neoechinorhynchus bangoni Tripathi, 1956
- Neoechinorhynchus baueri Mikhailova & Atrashkevich, 2019
- Neoechinorhynchus costarricensis Pinacho-Pinacho, Sereno-Uribe, García-Varela & Pérez-Ponce de León, 2018
- Neoechinorhynchus cyanophyctis Kaw, 1951
- Neoechinorhynchus dattai Golvan, 1994
- Neoechinorhynchus devdevi (Datta, 1936) Kaw, 1951
- Neoechinorhynchus ginghaiensis Liu, Wang & Yang, 1981
- Neoechinorhynchus glyptostermumi Dhar & Kharoo, 1984
- Neoechinorhynchus hutchinsoni (Datta, 1936) Kaw, 1951
- Neoechinorhynchus ichthyobori Saoud, El-Naffar & Abu-Sinna, 1974
- Neoechinorhynchus indicus Gudivada, Chikkam & Vankara, 2010
- Neoechinorhynchus mamesi Pinacho-Pinacho, Pérez-Ponce de León & García-Varela, 2012
- Neoechinorhynchus nematolusi Tripathi, 1956
- Neoechinorhynchus oreini Fotedar, 1968
- Neoechinorhynchus ovalis Tripathi, 1956
- Neoechinorhynchus saginatus Van Cleave & Bangham, 1949
- Neoechinorhynchus sinicus Wang, 1966
- Neoechinorhynchus tsintaoensis Morisita, 1937
- Neoechinorhynchus vittiformis Smales, 2013
- Neoechinorhynchus zacconis Yamaguti, 1935
- Ondergeslacht Neoechinorhynchus (Hebesoma) Van Cleave, 1928
  - Neoechinorhynchus (Hebesoma) carinatus Buckner & Buckner, 1993
  - Neoechinorhynchus (Hebesoma) colastinense Arredondo & Gil de Pertiera, 2012
  - Neoechinorhynchus (Hebesoma) didelphis Amin, 2001
  - Neoechinorhynchus (Hebesoma) doryphorus Van Cleave & Bangham, 1949
  - Neoechinorhynchus (Hebesoma) idahoensis Amin & Heckmann, 1992
  - Neoechinorhynchus (Hebesoma) kallarensis George & Nadakal, 1978
  - Neoechinorhynchus (Hebesoma) manasbalensis Kaw, 1951
  - Neoechinorhynchus (Hebesoma) personatus Tkach, Sarabeev & Shvetsova, 2014
  - Neoechinorhynchus (Hebesoma) pungitius Dechtiar, 1971
  - Neoechinorhynchus (Hebesoma) rostratus Amin & Bullock, 1998
  - Neoechinorhynchus (Hebesoma) spiramuscularis Amin, Heckmann & Ha, 2014
  - Neoechinorhynchus (Hebesoma) violentus Van Cleave, 1928
  - Neoechinorhynchus (Hebesoma) yamagutii Tkach, Sarabeev & Shvetsova, 2014
- Ondergeslacht Neoechinorhynchus (Neoechinorhynchus) Hamann in Stiles & Hassall, 1905
  - Neoechinorhynchus (Neoechinorhynchus) agilis (Rudolphi, 1819) Van Cleave, 1916
  - Neoechinorhynchus (Neoechinorhynchus) aldrichettae Edmonds, 1971
  - Neoechinorhynchus (Neoechinorhynchus) argentatus Chandra, Rao & Shyamasundari, 1984
  - Neoechinorhynchus (Neoechinorhynchus) ascus Amin, Ha & Ha, 2011
  - Neoechinorhynchus (Neoechinorhynchus) australis Van Cleave, 1931
  - Neoechinorhynchus (Neoechinorhynchus) brentnickoli Monks, Pulido-Flores & Violante-Gonzáles, 2011
  - Neoechinorhynchus (Neoechinorhynchus) bryanti Smales, 2013
  - Neoechinorhynchus (Neoechinorhynchus) buckneri Amin & Heckmann, 2009
  - Neoechinorhynchus (Neoechinorhynchus) bullocki Doolin & Reyda, 2018
  - Neoechinorhynchus (Neoechinorhynchus) buttnerae Golvan, 1956
  - Neoechinorhynchus (Neoechinorhynchus) carpiodi Dechtiar, 1968
  - Neoechinorhynchus (Neoechinorhynchus) chilkaensis Podder, 1937
  - Neoechinorhynchus (Neoechinorhynchus) coiliae Yamaguti, 1939
  - Neoechinorhynchus (Neoechinorhynchus) crassus Van Cleave, 1919
  - Neoechinorhynchus (Neoechinorhynchus) cristatus Lynch, 1936
  - Neoechinorhynchus (Neoechinorhynchus) cylindratus (Van Cleave, 1913) Van Cleave, 1919
  - Neoechinorhynchus (Neoechinorhynchus) dighaensis Gautam, Mohapatra & Saxena, 2018
  - Neoechinorhynchus (Neoechinorhynchus) dimorphospinus Amin & Sey, 1996
  - Neoechinorhynchus (Neoechinorhynchus) distractus Van Cleave, 1949
  - Neoechinorhynchus (Neoechinorhynchus) dorsovaginatus Amin & Christison, 2005
  - Neoechinorhynchus (Neoechinorhynchus) formosanus (Harada, 1938) Kaw, 1951
  - Neoechinorhynchus (Neoechinorhynchus) golvani Salgado-Maldonado, 1978
  - Neoechinorhynchus (Neoechinorhynchus) iraqensis Amin, Al-Sady, Mhaisen & Bassat, 2001
  - Neoechinorhynchus (Neoechinorhynchus) johnii Yamaguti, 1939
  - Neoechinorhynchus (Neoechinorhynchus) karachiensis Bilgees, 1972
  - Neoechinorhynchus (Neoechinorhynchus) longinucleatus Amin, Ha & Ha, 2011
  - Neoechinorhynchus (Neoechinorhynchus) macronucleatus Machado Filho, 1954
  - Neoechinorhynchus (Neoechinorhynchus) manubriensis Amin, Ha & Ha, 2011
  - Neoechinorhynchus (Neoechinorhynchus) mexicoensis Pinacho-Pinacho, Sereno-Uribe & García-Varela, 2014
  - Neoechinorhynchus (Neoechinorhynchus) nigeriensis Farooqi, 1981
  - Neoechinorhynchus (Neoechinorhynchus) ningalooensis Pichelin & Cribb, 2001
  - Neoechinorhynchus (Neoechinorhynchus) notemigoni Dechtiar, 1967
  - Neoechinorhynchus (Neoechinorhynchus) pellonis Souza & Malta, 2019
  - Neoechinorhynchus (Neoechinorhynchus) pennahia Amin, Ha & Ha, 2011
  - Neoechinorhynchus (Neoechinorhynchus) pimelodi Brasil-Sato & Pavanelli, 1998
  - Neoechinorhynchus (Neoechinorhynchus) plagiognathopitis Wang & Zhang, 1987
  - Neoechinorhynchus (Neoechinorhynchus) plaquensis Amin, Ha & Ha, 2011
  - Neoechinorhynchus (Neoechinorhynchus) prolixoides Bullock, 1963
  - Neoechinorhynchus (Neoechinorhynchus) prolixus Van Cleave & Timmons, 1952
  - Neoechinorhynchus (Neoechinorhynchus) qatarensis Amin, Saoud & Alkuwari, 2002
  - Neoechinorhynchus (Neoechinorhynchus) quinghaiensis Liu, Wang & Yang, 1981
  - Neoechinorhynchus (Neoechinorhynchus) rigidus (Van Cleave, 1928) Kaw, 1951
  - Neoechinorhynchus (Neoechinorhynchus) robertbaueri Amin, 1985
  - Neoechinorhynchus (Neoechinorhynchus) roseus Salgdo-Maldinado, 1978
  - Neoechinorhynchus (Neoechinorhynchus) rutili (Müller, 1780) Hamann in Stiles & Hassall, 1905
  - Neoechinorhynchus (Neoechinorhynchus) salmonis Ching, 1984
  - Neoechinorhynchus (Neoechinorhynchus) saurogobi Yu & Wu, 1989
  - Neoechinorhynchus (Neoechinorhynchus) sootai Bhattacharya, 1999
  - Neoechinorhynchus (Neoechinorhynchus) strigosus Van Cleave, 1949
  - Neoechinorhynchus (Neoechinorhynchus) tenellus (Van Cleave, 1913) Van Cleave, 1919
  - Neoechinorhynchus (Neoechinorhynchus) topseyi Podder, 1937
  - Neoechinorhynchus (Neoechinorhynchus) tumidus Van Cleave & Bangham, 1949
  - Neoechinorhynchus (Neoechinorhynchus) tylosuri Yamaguti, 1939
  - Neoechinorhynchus (Neoechinorhynchus) veropesoi Melo, Costa, Giese, Gardner & Santos, 2013
  - Neoechinorhynchus (Neoechinorhynchus) villoldoi Vizcaíno, 1992
  - Neoechinorhynchus (Neoechinorhynchus) wuyiensis Wang, 1981
  - Neoechinorhynchus (Neoechinorhynchus) zabensis Amin, Abdullah & Mhaisen, 2003

### Synoniemen
- Neoechinorhynchus (Hebesoma) manubrianus Amin, Ha & Ha, 2011 => Neoechinorhynchus (Neoechinorhynchus) manubriensis Amin, Ha & Ha, 2011
- Neoechinorhynchus (Neoechinorhynchus) elongatus Tripathi, 1956 => Neoechinorhynchus (Neoechinorhynchus) chilkaensis Podder, 1937
- Neoechinorhynchus (Neoechinorhynchus) idahoensis Amin & Heckmann, 1992 => Neoechinorhynchus (Hebesoma) idahoensis Amin & Heckmann, 1992
- Neoechinorhynchus armeniacus Mikailov, 1975 => Acanthocephalorhynchoides cholodkowskyi (Kostylew, 1928) Williams, Gibson & Sadighian, 1980 => Pallisentis (Pallisentis) cholodkowskyi (Kostylew, 1928) Amin, 1985
- Neoechinorhynchus asymetricus Belous, 1952 => Neoechinorhynchus (Neoechinorhynchus) tylosuri Yamaguti, 1939
- Neoechinorhynchus carassii Roitman, 1961 => Neoechinorhynchus (Neoechinorhynchus) rutili (Müller, 1780) Hamann in Stiles & Hassall, 1905
- Neoechinorhynchus clavaeceps (Zeder, 1800) Hamann in Stiles & Hassall, 1905 => Neoechinorhynchus (Neoechinorhynchus) rutili (Müller, 1780) Hamann in Stiles & Hassall, 1905
- Neoechinorhynchus costarricense Pinacho-Pinacho, Sereno-Uribe, García-Varela & Pérez-Ponce de León, 2018 => Neoechinorhynchus costarricensis Pinacho-Pinacho, Sereno-Uribe, García-Varela & Pérez-Ponce de León, 2018
- Neoechinorhynchus gracilisentis (Van Cleave, 1913) Van Cleave, 1916 => Gracilisentis gracilisentis (Van Cleave, 1913) Van Cleave, 1919
- Neoechinorhynchus kashmirensis Fotedar & Dhar, 1977 => Acanthogyrus (Acanthosentis) kashmirensis Amin, Heckmann & Zargar, 2017
- Neoechinorhynchus longirostris (Van Cleave, 1913) Van Cleave, 1916 => Tanaorhamphus longirostris (Van Cleave, 1913) Ward, 1918
- Neoechinorhynchus simnasularis Roitman, 1961 => Neoechinorhynchus (Neoechinorhynchus) rutili (Müller, 1780) Hamann in Stiles & Hassall, 1905
- Neoechinorhynchus variabilis (Diesing, 1856) Meyer, 1932 => Gracilisentis variabilis (Diesing, 1856) Travassos, Artigas & Pereira, 1928
- Neoechinorhynchus venustus Lynch, 1936 => Neoechinorhynchus (Neoechinorhynchus) cristatus Lynch, 1936
- Neoechinorhynchus yalei (Datta, 1936) Kaw, 1951 => Neoechinorhynchus devdevi (Datta, 1936) Kaw, 1951